# Times... (玉木宏のアルバム)
『Times...』（タイムズ...）は、2009年5月6日に発売された、玉木宏の3枚目のアルバム。

## 解説
玉木の約2年ぶりのアルバム。

### CDタイプ
- CD+DVD+フォトブック限定盤：AVCD-23852/B
- 通常盤：AVCD-23853）

## 収録曲目
1. SLOW TIME
作詞・作曲：飯岡隆志、編曲：鈴木Daichi秀行、コーラスアレンジ：Ko-saku
2. パレット
作詞・作曲・編曲：宮崎歩、コーラスアレンジ：亜美
3. Last Song
作詞：BOUNCEBACK、作曲：大智、編曲：鈴木Daichi秀行、山下和彰、コーラスアレンジ：Ko-saku
4. 大切な場所
作詞：玉木宏、作曲：青木真一、編曲：CHOKKAKU、コーラスアレンジ：Ko-saku
5. 君と空
作詞：玉木宏、作曲・編曲：Face 2 fAKE、コーラスアレンジ：知野芳彦
  - 「四国電力」CMソング
6. My Angel
作詞：BOUNCEBACK、作曲：北野正人、編曲：岩田雅之、コーラスアレンジ：Ko-saku
7. 離さない
作詞・作曲・編曲：BOUNCEBACK、コーラスアレンジ：Ko-saku
8. Sunny Bike
作詞：BOUNCEBACK、作曲：谷本新、編曲：横山裕章、コーラスアレンジ：Ko-saku
9. Ocean Blue
作詞：松井五郎、作曲：上田起士、編曲：佐久間誠、コーラスアレンジ：Ko-saku
10. Air's call
作詞：松井五郎、作曲：石田匠、編曲：関淳二郎、コーラスアレンジ：Ko-saku